# Либрейх, Рихард
Рихард Ли́брейх (нем. Richard Liebreich; 30 июня 1830, Кёнигсберг — 19 января 1917, Париж) — немецкий физиолог, пионер в области офтальмологии.

## Биография
Рихард Либрейх — старший брат фармаколога Оскара Либрейха и шурин художника Густава Грефа. Изучал медицину в Берлинском университете и в 1853 году защитил докторскую диссертацию в Галльском университете. Практиковался у Франса Корнелиса Дондерса в Утрехте и у Эрнста Брюкке в Берлине, в 1854—1862 годах работал ассистентом у Альбрехта фон Грефе в Берлине. В этот период Либрейх написал несколько научных трудов, в частности, первый крупное исследование о синдроме Ушера, сконструировал популярную для своего времени форму офтальмоскопа, носившего его имя. В Берлине Либрейх составил цветные таблицы для своего «Атласа офтальмоскопии», изданного в 1863 году и пользовавшегося большим успехом. В него также было включено первое изображение глазного дна.
В 1862 году Рихард Либрейх обосновался в Париже, его практика получила известность в частности благодаря успешной операции, проведённой им тёще императора Наполеона III. В 1865 году Рихард Либрейх был принят в члены Леопольдины.
С началом Франко-прусской войны Либрейх в 1870 году переехал в Лондон, где до 1878 года возглавлял отделение глазных болезней больницы Святого Фомы. Вернувшись в Париж, Либрейх ещё некоторое время держал собственную практику, затем бросил медицину ради изучения искусства в Парижской национальной школе изящных искусств.

## Труды
- Abkunft aus Ehen unter Blutsverwandten als Grund von Retinitis pigmentosa. Dtsch.Klin. 1861; 13: 53
- Atlas der Ophthalmoscopie — Atlas d’Ophthalmoscopie. Darstellung des Augenhintergrundes im gesunden und krankhaften Zustande. Paris (Bailliére), Berlin (Hirschwald), 1863